# San Mateo (Rizal)
San Mateo is een gemeente in de Filipijnse provincie Rizal op het eiland Luzon. Bij de laatste census in 2010 telde de gemeente ruim 205 duizend inwoners.

## Geografie

### Bestuurlijke indeling
San Mateo is onderverdeeld in de volgende 15 barangays:
| - Ampid I - Dulong Bayan 1 - Dulong Bayan 2 - Guinayang - Guitnang Bayan I | - Guitnang Bayan II - Malanday - Maly - Santa Ana - Ampid II | - Banaba - Gulod Malaya - Pintong Bocawe - Santo Niño - Silangan |

## Demografie

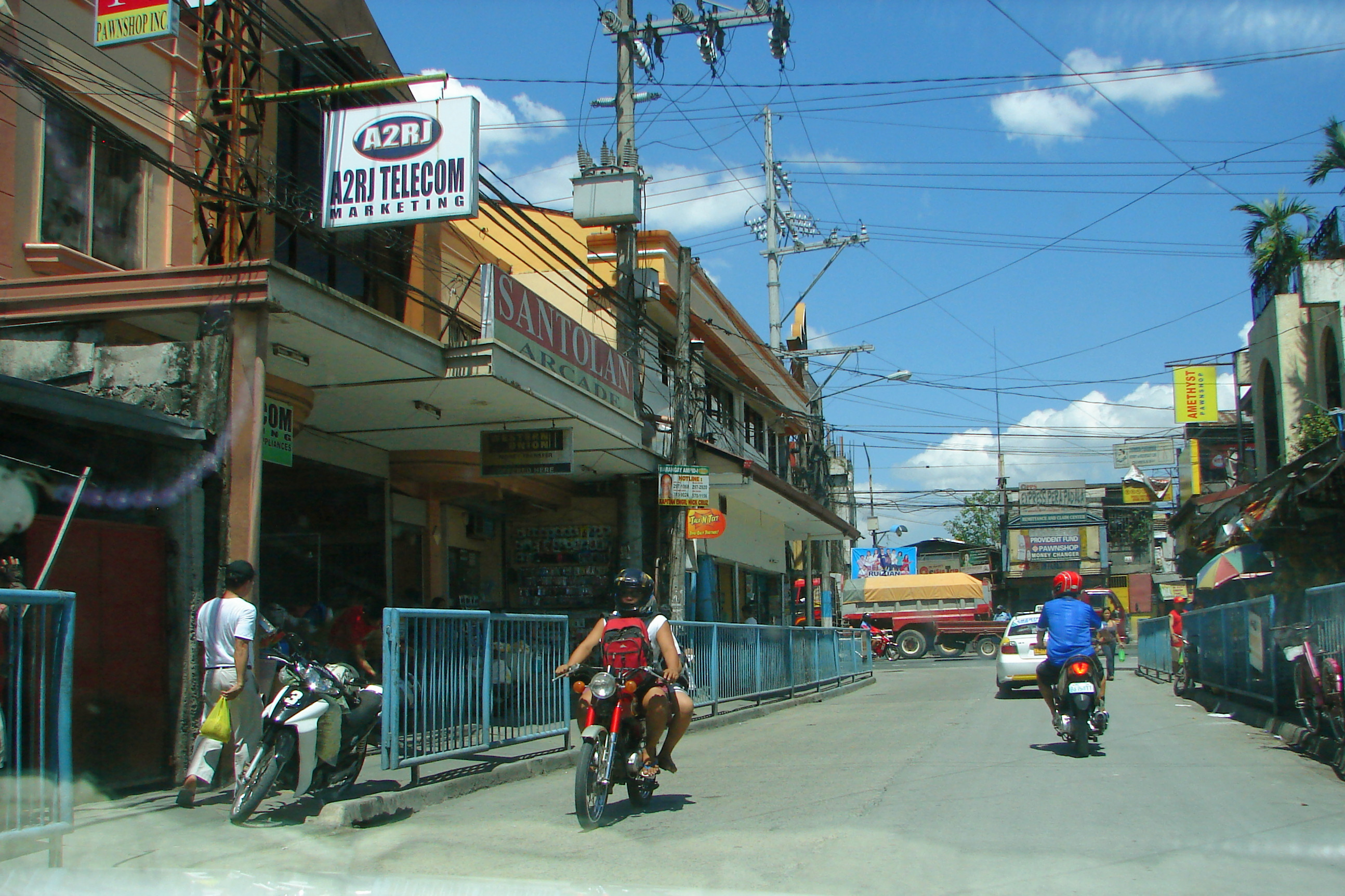
E. Delos Santos straat

San Mateo  had bij de census van 2010 een inwoneraantal van 205.255 mensen. Dit waren 20.395 mensen (11,0%) meer dan bij de vorige census van 2007. Ten opzichte van de census van 2000 was het aantal inwoners gegroeid met 69.652 mensen (51,4%). De gemiddelde jaarlijkse groei in die periode kwam daarmee uit op 4,23%, hetgeen hoger was dan het landelijk jaarlijks gemiddelde over deze periode (1,90%).

De bevolkingsdichtheid van San Mateo  was ten tijde van de laatste census, met 205.255 inwoners op 55,09 km², 3725,8 mensen per km².